# Койданівський замок
Койданівський замок (біл. Койданаўскі замак) — колишній кам'яний замок у Койданові (Дзержинськ), Білорусь, на Гаштольдавій горі, побудований бл. 15 — поч. 16 століття, під час перебування міста у власності Гаштовтів.

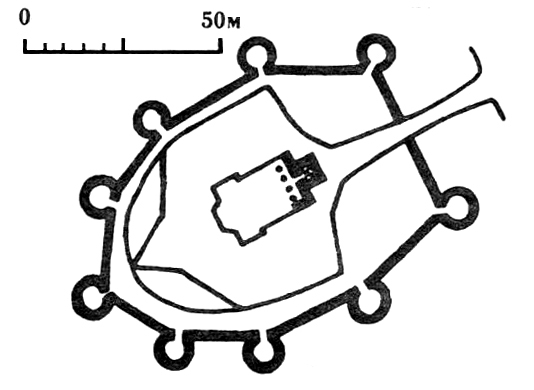
План замку

Зовнішній вигляд невідомий. Замок проіснував до кінця 16 століття. — початок 17 століття. — зазначається в Інвентарі 1588 року, не зазначається в Інвентарі 1621 р. На його місці на початку 17 століття, мабуть у 1613 році, була побудована кам'яна та укріплена кальвіністська церква.

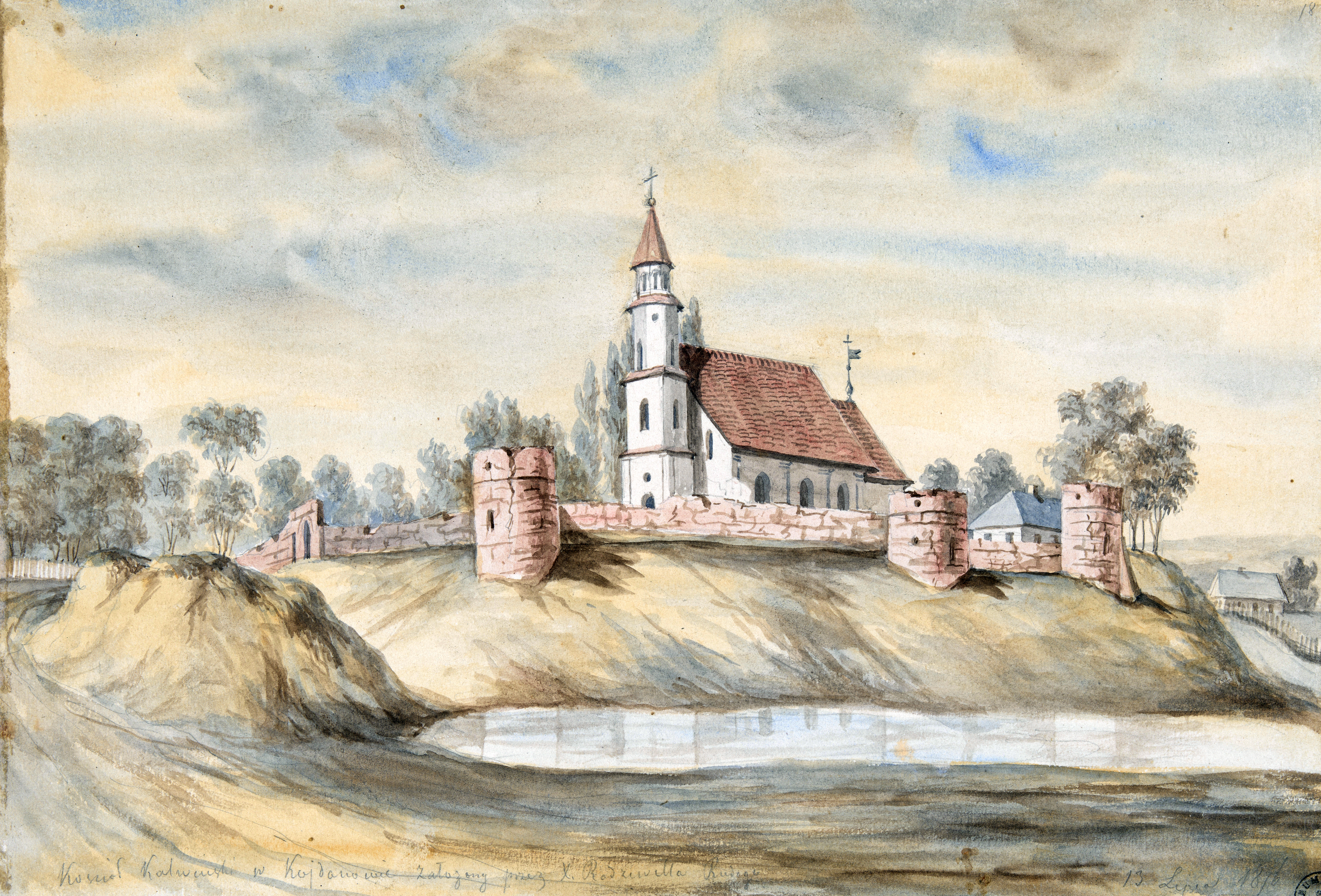
Кальвіністська церква у Койданові за малюнком Наполеона Орди, 1876 рік

Після цього роль замку як адміністративного центру Койданівського графства Радзивіллів почав виконувати неукріплений садибний комплекс, розташований окремо від міста. Надалі «замком» неправильно називали палацово-парковий комплекс.